# Ткаченко Олександр Анатолійович (моряк)
Олекса́ндр Анато́лійович Ткаче́нко — матрос Збройних сил України.

## Нагороди
За особисту мужність і героїзм, виявлені у захисті державного суверенітету та територіальної цілісності України, вірність військовій присязі під час російсько-української війни
- нагороджений орденом «За мужність» III ступеня (9.4.2015).